# HMAS Albatross (1928)
För andra fartyg med samma namn, se HMAS Albatross och HMS Albatross.

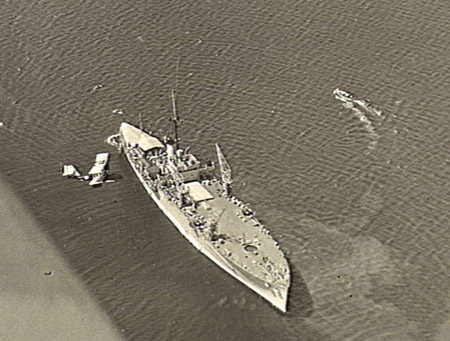
HMAS Albatross med ett av hennes flygplan flygande över fartyget.

HMAS Albatross (senare HMS Albatross) var en sjöflygplanstender i australiska flottan som senare överfördes till brittiska flottan Royal Navy och användes som reparationsfartyg. Albatross byggdes av Cockatoo Island Dockyard under mitten av 1920-talet för att ge arbete under stora depressionen och togs i tjänst i början av 1929. Fartyget hade problem med det flygplan som tilldelats. Amfibieflygplanen hon hade utformats för avvecklades strax innan fartyget togs i tjänst och ersättningsplanen kunde inte katapultstartas från fartyget. Ett nytt plan som utformats speciellt för att fungera med fartyget togs i drift efter att Albatross degraderats från havsgående status 1933.
Efter fem år i reserven överfördes Albatross till Royal Navy för att kompensera det australiska köpet av den lätta kryssaren Hobart. Trots att britterna hade begränsad användning för ett sjöflygplansfartyg fann fartyget en nisch efter att flera hangarfartyg förstörts av tyskarna i början av andra världskriget. Albatross var till en början baserad i Sydafrika för patrullering och som konvojeskort i Sydatlanten, men omlokaliserades sedan till Indiska oceanen i mitten av 1942. Från slutet av 1943 till början av 1944 genomgick fartyget konvertering till ett "landstigningsfartyg (Engineering)" för att stödja landstigningen i Normandie  och användes för att reparera landstigningsfarkoster och andra stödfartyg utanför Sword och Juno Beach. Albatross torpederades i oktober men överlevde och bogerades tillbaka till England och reparerades. Efter reparationerna avslutades i början av 1945 tjänstgjorde hon som depåfartyg för minsvepare men utrangerades efter krigsslutet.
Albatross såldes för civil tjänstgöring i augusti 1946 och efter flera ägarbyten döptes hon till Hellenic Prince 1948 och konverterades till ett passagerarfartyg. Fartyget chartrades av International Refugee Organization för att transportera flyktingar från Europa till Australien. Hellenic Princess tjänstgjorde som ett trupptransportfartyg under  Mau Mau-upproret 1953 men skrotades ett år senare.